# Trachylepis occidentalis
Espèce
Synonymes
- Euprepes vittatus var. australis Peters, 1862
- Euprepes occidentalis Peters, 1867
- Mabuya occidentalis (Peters, 1867)
- Mabuia calaharica Werner, 1910

Trachylepis occidentalis est une espèce de sauriens de la famille des Scincidae.

## Répartition
Cette espèce se rencontre en Namibie, en Afrique du Sud, dans le Sud-Ouest du Botswana et dans le Sud de l'Angola.

## Publications originales
- Peters, 1862 : Übersicht einiger von dem, durch seine afrikanische Sprachforschungen, rühmlichst bekannten, Hrn. Missionär C.H. Hahn bei Neu-Barmen, im Hererolande, an der Westküste von Afrika, im 21˚ südl. Br. gesammelten Amphibien, nebst Beschreibungen der neue Arten. Monatsberichte der Königlichen Preussischen Akademie der Wissenschaften zu Berlin, vol. 1862, p. 15-26 (texte intégral).
- Peters, 1867 : Herpetologische Notizen. Monatsberichte der Königlichen Preussischen Akademie der Wissenschaften zu Berlin, vol. 1867, p. 13-37 (texte intégral).